# 迈克尔·乔普拉
洛奇·迈克尔·乔普拉（英語：Rocky Michael Chopra，1983年12月23日—）是一名有印度血統英格蘭足球運動員，於泰恩河畔纽卡斯尔出生，司職前鋒。
他的父親是印度人而母親是英國人。他是首位有印度血統父母的球員於英超上陣及取得入球。

## 球會生涯

### 紐卡素
祖柏於1993年加入紐卡素青年軍。在2000年，祖柏簽下首份職業合約。在2002年11月6日，他在對愛華頓的英格蘭聯賽盃比賽中首次為一隊上陣。但是，他在互射十二碼上射失。在2003年3月，他被外借至屈福特一個月，上陣6次射入5球。
在2003年11月對西布朗首次為紐卡素聯賽上陣。在2003/04年球季，在聯賽上陣4次後再次被外借至諾定咸森林一個月上陣5次。
在2004年8月，他被外借至英甲球會班士利。他上陣39次射入17球，成為球隊神射手及年度最佳球員。
在2005/06年球季，祖柏在紐卡素有更多上陣機會。他在「泰恩威爾打吡」取得首個聯賽入球，該入球是英超歷來最快入球，祖柏在入球時只入替了10秒。

### 卡迪夫城
祖柏於2006年6月14日以50萬英鎊加盟英冠球會卡迪夫城，拒絕了紐卡素續約一年的條件去爭取更多上陣機會。他在英冠表現搶鏡，成為9月及10月最佳球員，頭17場為球隊取得36分及7個入球。更在對莱斯特城的聯賽比賽中連中三元，球隊最後贏3-2。
他在2007年4月5日續約。在4月22日，他入選2007年英冠PFA年度最佳陣容。他在42場比賽射入22球。

### 新特蘭
在2007年7月13日，祖柏加盟升班馬新特蘭，轉會費共500萬英鎊，簽約四年。這令不少新特蘭球迷不安，因其轉會費過高及其曾為新特蘭在東北部的死敵紐卡素上陣及是紐卡素的支持者。祖柏在首次為新特蘭聯賽上陣，便以後備姿態，在時間剩下13秒時射入，令球隊在開鑼日主場擊敗熱刺。祖柏亦在2008年3月對阿士東維拉比賽中射入唯一入球，助球場取自2006年首場英超作客勝利。他在球季中共取得6個入球。
2008/09年球季祖柏未能在新特蘭取得正選席位，於2008年11月6日獲外借返回卡迪夫城，為期兩個月。期間於11次上陣射入5球，雖然祖柏希望留在卡迪夫城，但新特蘭新領隊堅持在借用期滿後收回祖柏。2009年2月2日在冬季轉會窗關閉前一刻，祖柏以借用身份重返卡迪夫城直到球季結束，並會在季後以400萬英鎊破球會紀錄身價正式加盟，簽約三年半。

### 卡迪夫城
2009年7月4日卡迪夫城正式羅致祖柏，簽約三年，其400萬英鎊身價，打破2001年9月卡迪夫城付給史篤城170萬英鎊收購（Peter Thorne）的舊紀錄。

### 葉士域治
2011年6月10日祖柏轉投另一支英冠球隊葉士域治，轉會費約150萬英鎊，簽約三年。8月6日聯賽揭幕戰作客對布里斯托城，祖柏梅開二度協助球隊大勝3-0而回。
2010年至11年因牽涉一宗賭馬案，被英國賽馬協會調查。2013年1月25日，裁定10年內被禁止參與賽馬賭博以及進入馬場。
2013年5月7日，仍有一年合約的祖柏被葉士域治通知可自由轉會。

### 黑池
2013年7月25日，英冠球隊黑池與祖柏簽署一份一年合約，球會有選擇權可延長多一年。

## 私人生活
乔普拉與希瑟·斯旺（Heather Swan）兩人青梅竹馬。2007年初希瑟參加iTV2由8位球星太太團演出的「太太團精品店」（Wags Boutique）。同年10月兩人宣佈訂婚。2008年2月15日兩人的兒子出生，取名塞巴斯蒂安（Sebastian）。
2008年8月28日乔普拉宣稱進入由阿當斯創立的運動員醫療所試圖戒除賭癮。據稱乔普拉與希瑟結婚僅一個月後，於7月分居。

## 榮譽

### 個人榮譽
- 2007年英冠PFA年度最佳陣容；
- 2010年英冠PFA年度最佳陣容；

## 外部連結
- 祖柏新特蘭官方球員介紹
- 足球数据库：祖柏的球员统计数据
- BBC Profile （页面存档备份，存于） 祖柏在紐卡素表現
- PFA年度10月最佳球員[永久] 祖柏得獎